# Morti nel 1996/Giugno
| Questa pagina contiene informazioni ricavate automaticamente dalle voci biografiche con l'ausilio del template Bio e di un bot. L'aggiornamento è periodico e automatico e ricostruisce completamente la pagina. Se manca una persona in questa lista, sei pregato di non aggiungerla, ma accertati piuttosto che la sua voce biografica contenga il template Bio e che i dati anagrafici siano correttamente compilati. Se il template Bio manca, inseriscilo tu stesso o, in alternativa, metti l'avviso {{tmp\|Bio}} che ne segnala la mancanza. Se i dati riportati sono sbagliati, correggi direttamente la voce biografica; le modifiche saranno visibili in questa lista entro pochi giorni. Per chiarimenti vedi il progetto biografie. La lista contiene solo le 118 persone che sono citate nell'enciclopedia e per le quali è stato implementato correttamente il template Bio. Pagina aggiornata al 10 ago 2025. |

- 1º giugno - Vittorino Colombo, politico e imprenditore italiano (n. 1925)
- 1º giugno - Gaetano Fichera, matematico italiano (n. 1922)
- 1º giugno - Michael Fox, attore statunitense (n. 1921)
- 1º giugno - Don Grolnick, tastierista e compositore statunitense (n. 1947)
- 2 giugno - Rene Bond, attrice pornografica statunitense (n. 1950)
- 2 giugno - Franco Fossati, giornalista, saggista e fumettista italiano (n. 1946)
- 2 giugno - Pilar Lorengar, soprano spagnolo (n. 1928)
- 2 giugno - Leon Garfield, scrittore e sceneggiatore britannico (n. 1921)
- 2 giugno - Temistocle Martines, costituzionalista e giurista italiano (n. 1926)
- 2 giugno - Amos Tversky, psicologo israeliano (n. 1937)
- 3 giugno - Veniero Colasanti, scenografo e costumista italiano (n. 1910)
- 3 giugno - William Cox, mezzofondista statunitense (n. 1904)
- 3 giugno - Peter Glenville, regista e attore britannico (n. 1913)
- 3 giugno - Ferdinand Leitner, direttore d'orchestra tedesco (n. 1912)
- 3 giugno - Tito Okello, politico e generale ugandese (n. 1914)
- 3 giugno - Hideo Sakai, calciatore giapponese (n. 1909)
- 4 giugno - María Luisa Anido, chitarrista e compositrice argentina (n. 1907)
- 4 giugno - Alfonso Canti, sollevatore italiano (n. 1920)
- 4 giugno - Aloha Wanderwell, viaggiatrice, esploratrice e fotografa canadese (n. 1906)
- 4 giugno - Wang Yunjie, compositore cinese (n. 1911)
- 5 giugno - Hartono Dharsono, ambasciatore, politico e generale indonesiano (n. 1925)
- 5 giugno - Kenny Hillery, bassista statunitense (n. 1965)
- 5 giugno - Jan Kerouac, scrittrice statunitense (n. 1952)
- 5 giugno - Vito Scotti, attore statunitense (n. 1918)
- 6 giugno - Harry Andersson, calciatore svedese (n. 1913)
- 6 giugno - Marc de Jonge, attore francese (n. 1949)
- 6 giugno - Kusuo Kitamura, nuotatore giapponese (n. 1917)
- 6 giugno - Rajmund Kupareo, teologo, presbitero e poeta croato (n. 1914)
- 6 giugno - George Snell, biologo statunitense (n. 1903)
- 6 giugno - José María Valverde, poeta, linguista e traduttore spagnolo (n. 1926)
- 7 giugno - Bruno Agen, politico italiano (n. 1903)
- 7 giugno - Marino Raicich, insegnante e politico italiano (n. 1925)
- 8 giugno - Lidiano Bacchielli, archeologo italiano (n. 1947)
- 8 giugno - Scoop Putnam, cestista statunitense (n. 1912)
- 8 giugno - Henryk Trębicki, sollevatore polacco (n. 1940)
- 9 giugno - Rafaela Aparicio, attrice spagnola (n. 1906)
- 9 giugno - Alfredo Curti, regista, produttore cinematografico e scrittore italiano (n. 1915)
- 9 giugno - Sandro Massimini, regista teatrale, attore e coreografo italiano (n. 1942)
- 9 giugno - Bernard Pullman, chimico francese (n. 1919)
- 10 giugno - Aleksandr Abušachmetov, schermidore sovietico (n. 1954)
- 10 giugno - Andrea Ferrero, diplomatico italiano (n. 1903)
- 10 giugno - Frankie Sakai, comico e attore giapponese (n. 1929)
- 10 giugno - Ruggero Salar, calciatore e allenatore di calcio italiano (n. 1918)
- 10 giugno - Jo Van Fleet, attrice statunitense (n. 1915)
- 11 giugno - Ulysses Dove, ballerino e coreografo statunitense (n. 1947)
- 11 giugno - Brigitte Helm, attrice tedesca (n. 1908)
- 12 giugno - Roy Clifford, allenatore di pallacanestro statunitense (n. 1900)
- 12 giugno - Aldo Gorfer, giornalista e scrittore italiano (n. 1921)
- 12 giugno - Winni Riva, attrice e doppiatrice italiana (n. 1918)
- 13 giugno - Friedrich Geiger, designer tedesco (n. 1907)
- 13 giugno - Ida Giavarini, italiana (n. 1908)
- 13 giugno - Prân Nath, musicista e cantante pakistano (n. 1918)
- 13 giugno - Elio Nissim, avvocato, giornalista e traduttore italiano (n. 1899)
- 14 giugno - Gesualdo Bufalino, scrittore, poeta e aforista italiano (n. 1920)
- 14 giugno - Aurelio De Felice, scultore italiano (n. 1915)
- 14 giugno - Jack Ragland, cestista statunitense (n. 1913)
- 14 giugno - Raffaele Valenzano, militare e aviatore italiano (n. 1917)
- 15 giugno - Allenby Chilton, allenatore di calcio e calciatore inglese (n. 1918)
- 15 giugno - Ella Fitzgerald, cantante statunitense (n. 1917)
- 15 giugno - Jean Gimpel, storico francese (n. 1918)
- 15 giugno - Robert Lamoot, calciatore belga (n. 1911)
- 15 giugno - Dick Murdoch, wrestler statunitense (n. 1946)
- 15 giugno - Raymond Salles, canottiere francese (n. 1920)
- 16 giugno - Placido Cicala, ingegnere italiano (n. 1910)
- 16 giugno - Giuseppe D'Urso, ingegnere italiano (n. 1935)
- 16 giugno - Philippa Hilber, attrice e ballerina statunitense (n. 1918)
- 16 giugno - Gian Paolo Niccolini, pittore e scultore italiano (n. 1925)
- 16 giugno - Adriano Vignoli, ciclista su strada italiano (n. 1907)
- 16 giugno - Enrico Zoffoli, presbitero e teologo italiano (n. 1915)
- 17 giugno - Thomas Kuhn, fisico, storico e filosofo statunitense (n. 1922)
- 17 giugno - François Mercier, calciatore francese (n. 1916)
- 17 giugno - Edmond Roudnitska, profumiere francese (n. 1905)
- 17 giugno - Curt Swan, fumettista e illustratore statunitense (n. 1920)
- 18 giugno - Gino Bramieri, comico, attore e cabarettista italiano (n. 1928)
- 18 giugno - Erika Dannhoff, attrice tedesca (n. 1909)
- 18 giugno - Genézia Izabel Cardoso, cestista brasiliana (n. 1935)
- 18 giugno - Endel Puusepp, militare estone (n. 1909)
- 18 giugno - Piero Sardelli, tenore italiano (n. 1913)
- 19 giugno - Angelo Bastiani, generale italiano (n. 1913)
- 19 giugno - Gil Cuppini, batterista e direttore d'orchestra italiano (n. 1924)
- 19 giugno - Bob Dennison, allenatore di calcio e calciatore inglese (n. 1912)
- 19 giugno - Edvin Wide, mezzofondista svedese (n. 1896)
- 20 giugno - Herbert Gerigk, musicologo tedesco (n. 1905)
- 20 giugno - Joseph Green, regista, produttore cinematografico e attore polacco (n. 1900)
- 20 giugno - Wálter Guevara Arze, politico boliviano (n. 1912)
- 21 giugno - Reidar Karlsen, calciatore norvegese (n. 1911)
- 22 giugno - Terrel Bell, politico statunitense (n. 1921)
- 22 giugno - Bill Emerson, politico statunitense (n. 1938)
- 22 giugno - Epameinōndas Samartzidīs, pallanuotista e nuotatore greco (n. 1965)
- 23 giugno - Salah Abu Seif, regista, sceneggiatore e montatore egiziano (n. 1915)
- 23 giugno - Ludovico Avio, calciatore argentino (n. 1932)
- 23 giugno - Pasqualino De Santis, direttore della fotografia italiano (n. 1927)
- 23 giugno - Karl Heinz Mannchen, produttore cinematografico e sceneggiatore tedesco (n. 1923)
- 23 giugno - Andreas Papandreou, politico e economista greco (n. 1919)
- 23 giugno - Hazel Redick-Smith, tennista sudafricana (n. 1926)
- 23 giugno - Mariano Rojas, ciclista su strada spagnolo (n. 1973)
- 24 giugno - Henri Colans, sollevatore belga (n. 1915)
- 25 giugno - Juan Carlos Ceriani, insegnante uruguaiano (n. 1907)
- 25 giugno - Luigi Guerricchio, pittore italiano (n. 1932)
- 25 giugno - Giuseppe Schiavinato, mineralogista e politico italiano (n. 1915)
- 25 giugno - Hans Stam, pallanuotista olandese (n. 1919)
- 26 giugno - Veronica Guerin, giornalista irlandese (n. 1958)
- 26 giugno - Giovanni Battista Guzzetti, presbitero e teologo italiano (n. 1912)
- 26 giugno - Pedro Montañez, pugile portoricano (n. 1914)
- 26 giugno - Enzo Venturelli, architetto italiano (n. 1910)
- 27 giugno - Albert R. Broccoli, produttore cinematografico statunitense (n. 1909)
- 27 giugno - Carletto Gambarotta, calciatore italiano (n. 1901)
- 27 giugno - Pieter ten Cate, compositore di scacchi olandese (n. 1902)
- 28 giugno - Julio Bolbochán, scacchista argentino (n. 1920)
- 28 giugno - Birger Breivik, politico norvegese (n. 1912)
- 28 giugno - Ivan Jazbinšek, calciatore jugoslavo (n. 1914)
- 28 giugno - Kwan Tak-hing, attore cinematografico cinese (n. 1905)
- 28 giugno - Franco Palaggi, produttore cinematografico italiano (n. 1910)
- 29 giugno - Cesare Cevenini, calciatore italiano (n. 1899)
- 29 giugno - Richard Krebs, velocista tedesco (n. 1906)
- 29 giugno - Hillevi Rombin, modella svedese (n. 1933)
- 30 giugno - David McCampbell, militare e aviatore statunitense (n. 1910)
- 30 giugno - Josef Pekarek, calciatore tedesco (n. 1913)